# Isla Akimiski
La Isla Akimiski (Akimiski Island) es la isla más grande de la Bahía de James (área sudeste de la Bahía de Hudson), Canadá, que forma parte de la Región Qikiqtaaluk del territorio de Nunavut.

## Geografía

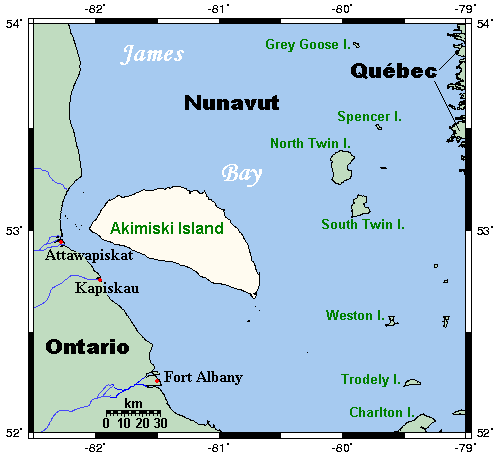
Mapa de la isla Akimiski.

Tiene una superficie de 3 001 km², lo que la hace ocupar el lugar 164ª del mundo y 29ª de Canadá.
La isla está deshabitada. La superficie de Akimiski es plana, con laderas orientadas gradualmente hacia el norte. La mayor parte de la vegetación que cubre la isla se compone de líquenes, musgos, hierbas Cyperaceaes y abetos negros enanos. La mitad oriental de la isla es un santuario de aves migratorias. La isla es un humedal costero que incluye marismas, pantanos de marea, y marismas de marea. Algunos arroyos de agua dulce que desembocan en el suroeste de la Bahía de James llevan como sedimentos abundantes nutrientes que ayudan a mantener el productivo hábitat de las aves acuáticas  alrededor de la Isla Akimiski. 

## Naturaleza
La Isla Akimiski cuenta con uno de los Santuarios de Aves Migratorias. Las aguas costeras y los humedales de Isla Akimiski (y de la Bahía de James, en general) son importantes áreas de alimentación para muchas variedades de aves migratorias. La Bahía de James y la Bahía de Hudson tienen forma de embudo y ello es la causa de que la migración de aves desde el Ártico tienda a concentrarse en este ámbito. Durante la migración del otoño, existe una abundancia de aves, tanto adultas como jóvenes. En la primavera, las aves tienden a residir en las zonas meridionales de la Bahía de James hasta la sección norte en deshielo. El Grupo de la Isla Akimiski incluye las islas de Akimiski, Gasket e islas Gullery; Albert Shoal y las islas del Estrecho de Akimiski.